# Иностранец 2: Чёрный рассвет
«Иностра́нец 2: Чёрный рассве́т» (англ. Foreigner 2: Black Dawn) — американский боевик режиссёра Александра Грушинского. Фильм вышел сразу на видео 27 декабря 2005 года. Является продолжением фильма «Иностранец» 2003 года.

## Сюжет
Бывший агент ЦРУ Джонатан Коулд (Стивен Сигал), долгое время считавшийся погибшим, занимается различными тайными операциями по поиску информации. Коулда нанимает Джеймс Донован (Джон Пайпер-Фергюсон) для того, чтобы он помог его брату Майклу (Джулиан Стоун) сбежать из тюрьмы.
Когда же братьям удаётся воссоединиться, Коулд узнаёт, что они поставили под угрозу существование город Лос-Анджелес. Теперь Джонатану Коулду, человеку с твёрдыми моральными принципами, предстоит избрать сторону в предстоящем противостоянии.

## В ролях
| Актёр                | Роль                |
| -------------------- | ------------------- |
| Стивен Сигал         | Джонатан Коулд      |
| Тамара Дейвис        | агент Аманда Стюарт |
| Джон Пайпер-Фергюсон | Джеймс Донован      |
| Джулиан Стоун        | Майкл Донован       |
| Николас Давидофф     | Николай             |
| Роман Варшавский     | Фёдор               |
| Эндрю Стивенс        | охранник Гарольд    |

## Рецензии и критика
Фильм получил преимущественно негативные отзывы и низкие оценки от кинокритиков. На сайте Rotten Tomatoes его рейтинг составляет 22% из 100, на IMDB.com — 3,9 из 10, на Allmovie — 2 из 5.
Джереми Уилер из Allmovie отметил сцену погони на тридцатой минуте фильма, отсылающую к «Терминатору». Beyondhollywood.com отмечает, что поклонники боевых приёмов Сигала будут разочарованы преобладаем стрельбы из огнестрельного оружия над рукопашными схватками.